# Monferran-Savès
Monferran-Savès (Montferran Savés en gascon) est une commune française située dans le département du Gers en région Occitanie. Sur le plan historique et culturel, la commune est dans le Savès, une petite province gasconne correspondant au cours moyen de la Save.
Exposée à un climat océanique altéré, elle est drainée par le Sarrampion, le ruisseau d'en Béjon, le ruisseau d'en Peyblanc, le ruisseau du Gay et par divers autres petits cours d'eau.
Monferran-Savès est une commune rurale qui compte 802 habitants en 2022. Elle fait partie de l'aire d'attraction de Toulouse. Ses habitants sont appelés les Monferranais ou  Monferranaises.

## Géographie

### Localisation
Monferran-Savès est une commune de Gascogne de l'aire d'attraction de Toulouse située dans le Savès entre L'Isle-Jourdain et Gimont.

### Communes limitrophes
Monferran-Savès est limitrophe de huit autres communes.
Les communes limitrophes sont  Clermont-Savès, Escornebœuf, Frégouville, Gimont, Giscaro, L'Isle-Jourdain, Marestaing et Razengues.
| Escornebœuf | Razengues       | Clermont-Savès  |
| Gimont      | Monferran-Savès | L'Isle-Jourdain |
| Giscaro     | Frégouville     | Marestaing      |

### Géologie et relief
La superficie de la commune est de 2 468 hectares ; son altitude varie de 155  à   241 mètres.
Monferran-Savès se situe en zone de sismicité 1 (sismicité très faible).

### Hydrographie

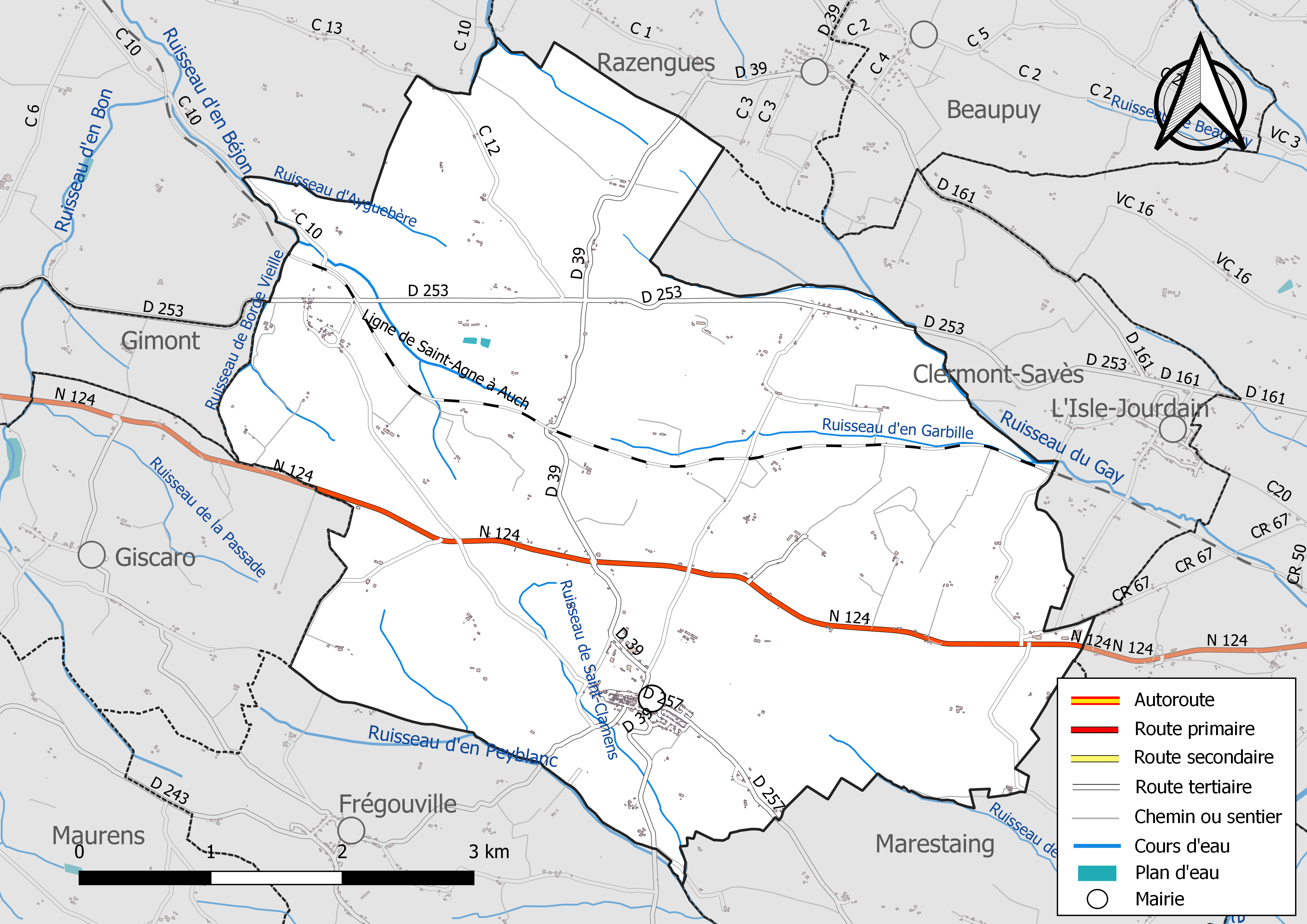
Réseaux hydrographique et routier de Monferran-Savès.

La commune est dans le bassin de la Garonne, au sein du bassin hydrographique Adour-Garonne. Elle est drainée par le Sarrampion, le ruisseau d'en Béjon, le ruisseau d'en Peyblanc, le ruisseau du Gay, le ruisseau d'Ayguebère, le ruisseau de Borde Vieille, le ruisseau de Capitani, le ruisseau d'en Garbille, le ruisseau de Saint-Clamens et par divers petits cours d'eau, qui constituent un réseau hydrographique de 17 km de longueur totale,.
Le Sarrampion, d'une longueur totale de 25,4 km, prend sa source dans la commune et s'écoule vers le nord. Il traverse la commune et se jette dans la Gimone à Maubec, après avoir traversé 14 communes.

### Climat
Pour des articles plus généraux, voir Climat de l'Occitanie et Climat du Gers.
En 2010, le climat de la commune est de type climat du Bassin du Sud-Ouest, selon une étude s'appuyant sur une série de données couvrant la période 1971-2000. En 2020, Météo-France publie une typologie des climats de la France métropolitaine dans laquelle la commune est exposée à un climat océanique altéré et est dans la région climatique Aquitaine, Gascogne, caractérisée par une pluviométrie abondante au printemps, modérée en automne, un faible ensoleillement au printemps, un été chaud (19,5 °C), des vents faibles, des brouillards fréquents en automne et en hiver et des orages fréquents en été (15 à 20 jours).
Pour la période 1971-2000, la température annuelle moyenne est de 13,3 °C, avec une amplitude thermique annuelle de 15,8 °C. Le cumul annuel moyen de précipitations est de 710 mm, avec 9,5 jours de précipitations en janvier et 5,7 jours en juillet. Pour la période 1991-2020, la température moyenne annuelle observée sur la station météorologique la plus proche, située sur la commune de L'Isle-Jourdain à 8 km à vol d'oiseau, est de 13,8 °C et le cumul annuel moyen de précipitations est de 708,9 mm,. Pour l'avenir, les paramètres climatiques de la commune estimés pour 2050 selon différents scénarios d'émission de gaz à effet de serre sont consultables sur un site dédié publié par Météo-France en novembre 2022.

### Milieux naturels et biodiversité
Aucun espace naturel présentant un intérêt patrimonial n'est recensé sur la commune dans l'inventaire national du patrimoine naturel,,.

## Urbanisme

### Typologie
Au 1er janvier 2024, Monferran-Savès est catégorisée commune rurale à habitat dispersé, selon la nouvelle grille communale de densité à sept niveaux définie par l'Insee en 2022.
Elle est située hors unité urbaine. Par ailleurs la commune fait partie de l'aire d'attraction de Toulouse, dont elle est une commune de la couronne,. Cette aire, qui regroupe 527 communes, est catégorisée dans les aires de 700 000 habitants ou plus (hors Paris),.

### Occupation des sols
L'occupation des sols de la commune, telle qu'elle ressort de la base de données européenne d’occupation biophysique des sols Corine Land Cover (CLC), est marquée par l'importance des territoires agricoles (99,9 % en 2018), une proportion identique à celle de 1990 (99,9 %). La répartition détaillée en 2018 est la suivante : 
terres arables (87,9 %), zones agricoles hétérogènes (9 %), prairies (3 %), forêts (0,1 %). L'évolution de l’occupation des sols de la commune et de ses infrastructures peut être observée sur les différentes représentations cartographiques du territoire : la carte de Cassini (XVIIIe siècle), la carte d'état-major (1820-1866) et les cartes ou photos aériennes de l'IGN pour la période actuelle (1950 à aujourd'hui).

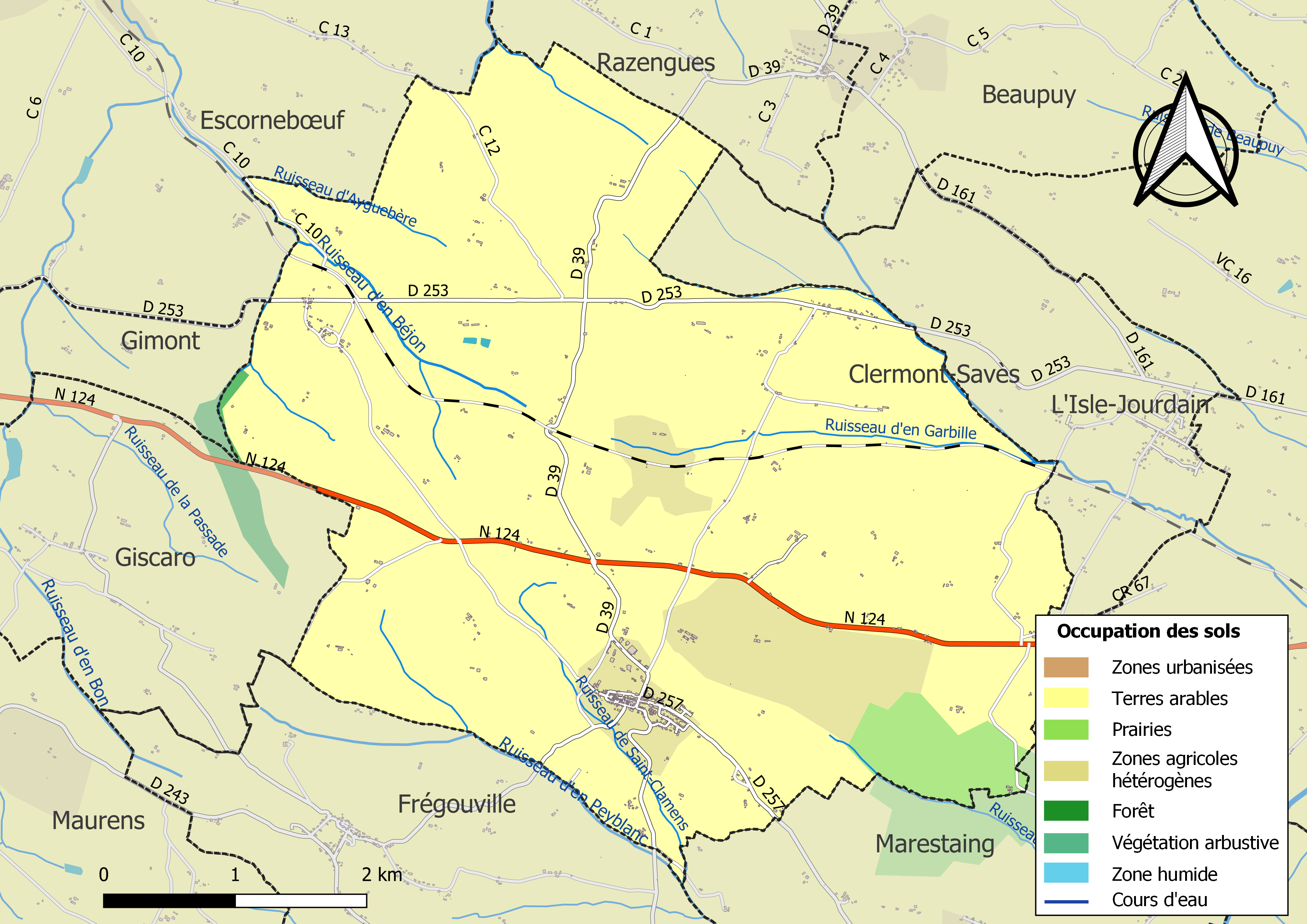
Carte des infrastructures et de l'occupation des sols de la commune en 2018 (CLC).

### Voies de communication et transports
Accès par la route nationale 124, et par le train en gare de Gimont-Cahuzac ou gare de L'Isle-Jourdain sur la ligne de Saint-Agne à Auch.

### Risques majeurs
Le territoire de la commune de Monferran-Savès est vulnérable à différents aléas naturels : météorologiques (tempête, orage, neige, grand froid, canicule ou sécheresse) et séisme (sismicité très faible). Il est également exposé à deux risques technologiques, le transport de matières dangereuses et  le risque industriel. Un site publié par le BRGM permet d'évaluer simplement et rapidement les risques d'un bien localisé soit par son adresse soit par le numéro de sa parcelle.

#### Risques naturels

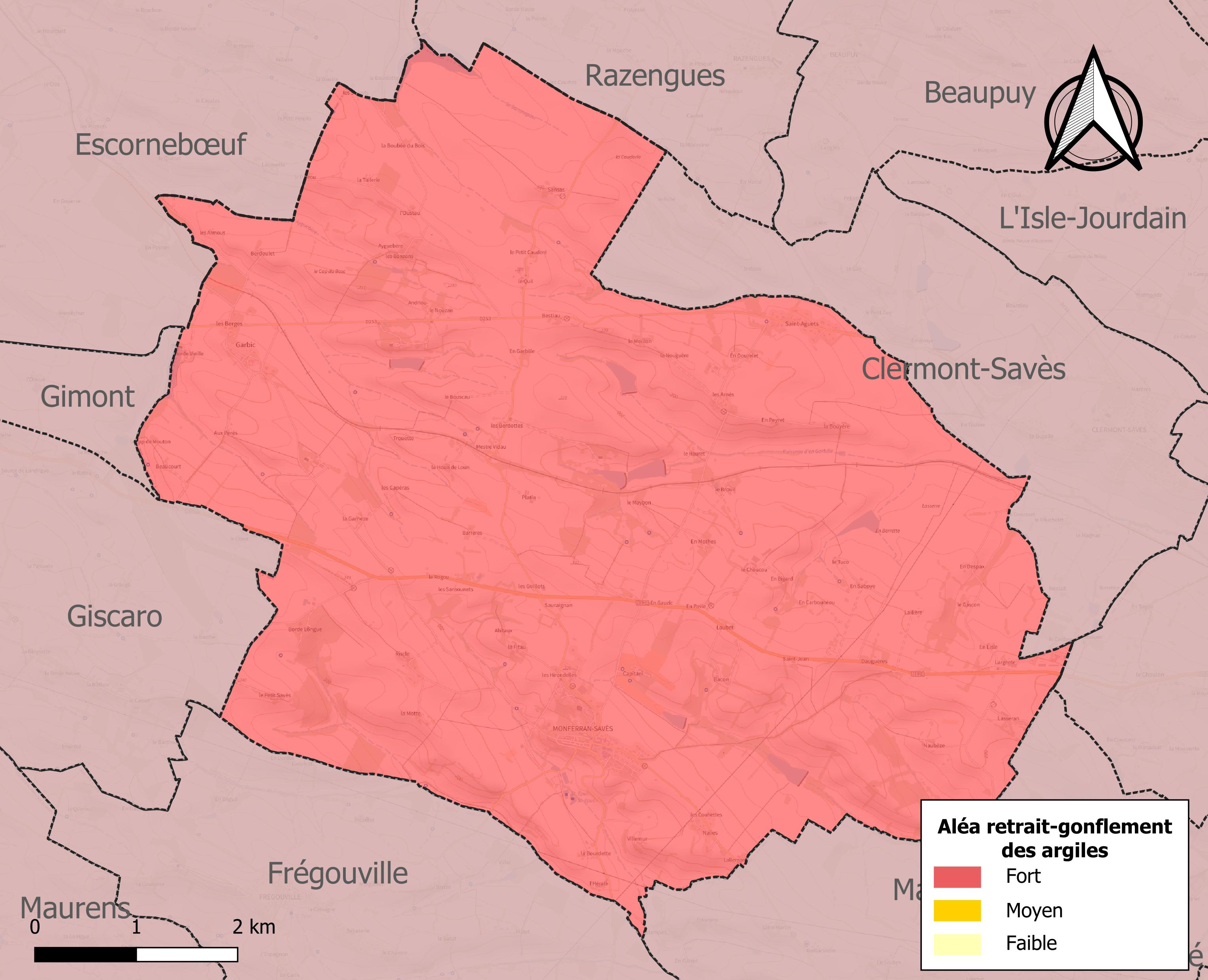
Carte des zones d'aléa retrait-gonflement des sols argileux de Monferran-Savès.

Le retrait-gonflement des sols argileux est susceptible d'engendrer des dommages importants aux bâtiments en cas d’alternance de périodes de sécheresse et de pluie. La totalité de la commune est en aléa moyen ou fort (94,5 % au niveau départemental et 48,5 % au niveau national). Sur les 307 bâtiments dénombrés sur la commune en 2019, 307 sont en aléa moyen ou fort, soit 100 %, à comparer aux 93 % au niveau départemental et 54 % au niveau national. Une cartographie de l'exposition du territoire national au retrait gonflement des sols argileux est disponible sur le site du BRGM,.
Par ailleurs, afin de mieux appréhender le risque d’affaissement de terrain, l'inventaire national des cavités souterraines permet de localiser celles situées sur la commune.
La commune a été reconnue en état de catastrophe naturelle au titre des dommages causés par les inondations et coulées de boue survenues en 1988, 1999, 2008, 2009 et 2018. Concernant les mouvements de terrains, la commune a été reconnue en état de catastrophe naturelle au titre des dommages causés par la sécheresse en 1989, 1993, 1998, 2003, 2006, 2012 et 2017 et par des mouvements de terrain en 1999.

#### Risques technologiques
La commune est exposée au risque industriel du fait de la présence sur son territoire d'une entreprise soumise à la directive européenne SEVESO.
Le risque de transport de matières dangereuses sur la commune est lié à sa traversée par des infrastructures routières ou ferroviaires importantes ou la présence d'une canalisation de transport d'hydrocarbures. Un accident se produisant sur de telles infrastructures est en effet susceptible d’avoir des effets graves au bâti ou aux personnes jusqu’à 350 m, selon la nature du matériau transporté. Des dispositions d’urbanisme peuvent être préconisées en conséquence.

## Toponymie
Anciennement Monferran-Cogotois, car le village appartient aux comtes d'Astarac, qui sont vicomtes de Cogotois. Cela à la suite du mariage de la fille année du baron de Marestan mort sans descendance mâle en 1499 avec le comte d'Astarac. La commune change de nom lors de la Révolution de 1789 pour devenir Monferran-Savès. Le 20 février 1965, la commune de Garbic est rattachée au village.

## Histoire
La construction d'un premier château fort à Monferran semble dater du tout début du XIIIe siècle à la suite de la conclusion d'un paréage entre Bernard Ier de Marestang et le chapitre de la cathédrale Saint-Étienne de Toulouse. Au Moyen Âge la châtellenie de Monferran-Savès faisait partie avec celle de Castillon-Savès, de la baronnie de Marestang située sur un petit territoire  s'étendant entre L'Isle Jourdain et Samatan appelé Cogotois.
Ce dernier fut érigé en vicomté en 1342 par lettre patentes de Philippe VI de Valois au bénéfice du baron Bernard VII de Marestang. En 1791, le dernier vicomte du Cogotois, Henri Thomas de Preissac, marquis de Marestang ayant émigré en Espagne tous ses biens  furent confisqués et le Cogotois divisé en 60 lots qui seront vendus comme biens nationaux.

## Politique et administration

### Administration municipale
Le nombre d'habitants au recensement de 2011 étant compris entre 500 et 1 499 habitants, le nombre de membres du conseil municipal pour l'élection de 2014 est de quinze,.

### Rattachements administratifs et électoraux
Commune faisant partie de la communauté de communes de la Gascogne Toulousaine et du canton de L'Isle-Jourdain et avant le 1er janvier 2017 elle faisait partie de la communauté de communes de la Save Lisloise.

### Liste des maires
| Période                                  | Période                   | Identité              | Étiquette | Qualité      |
| ---------------------------------------- | ------------------------- | --------------------- | --------- | ------------ |
| avant 1981                               | ?                         | André Dougnac Parayre | DVG       |              |
| mars 2001                                | 2010                      | Jean-Louis Baylac     |           |              |
| Janvier 2011                             | 2014                      | José Saint-Supéry     |           |              |
| mars 2014                                | décembre 2020 (démission) | Josianne Delteil      | DVG       | Agricultrice |
| 2021                                     | En cours                  | Maryelle Vidal        |           |              |
| Les données manquantes sont à compléter. |                           |                       |           |              |

## Population et société

### Démographie
L'évolution du nombre d'habitants est connue à travers les recensements de la population effectués dans la commune depuis 1793. Pour les communes de moins de 10 000 habitants, une enquête de recensement portant sur toute la population est réalisée tous les cinq ans, les populations de référence des années intermédiaires étant quant à elles estimées par interpolation ou extrapolation. Pour la commune, le premier recensement exhaustif entrant dans le cadre du nouveau dispositif a été réalisé en 2007.

En 2022, la commune comptait 802 habitants, en évolution de +1,01 % par rapport à 2016 (Gers : +1,04 %, France hors Mayotte : +2,11 %).
| 1793 | 1800  | 1806  | 1821  | 1831  | 1841 | 1846 | 1851 | 1856  |
| ---- | ----- | ----- | ----- | ----- | ---- | ---- | ---- | ----- |
| 954  | 1 010 | 1 029 | 1 020 | 1 001 | 980  | 974  | 976  | 1 024 |

| 1861 | 1866 | 1872 | 1876 | 1881 | 1886 | 1891 | 1896 | 1901 |
| ---- | ---- | ---- | ---- | ---- | ---- | ---- | ---- | ---- |
| 930  | 937  | 885  | 861  | 785  | 777  | 781  | 768  | 713  |

| 1906 | 1911 | 1921 | 1926 | 1931 | 1936 | 1946 | 1954 | 1962 |
| ---- | ---- | ---- | ---- | ---- | ---- | ---- | ---- | ---- |
| 709  | 691  | 600  | 603  | 600  | 631  | 588  | 605  | 526  |

| 1968 | 1975 | 1982 | 1990 | 1999 | 2006 | 2007 | 2012 | 2017 |
| ---- | ---- | ---- | ---- | ---- | ---- | ---- | ---- | ---- |
| 644  | 551  | 642  | 617  | 675  | 693  | 692  | 741  | 803  |

| 2022 | - | - | - | - | - | - | - | - |
| ---- | - | - | - | - | - | - | - | - |
| 802  | - | - | - | - | - | - | - | - |

| selon la population municipale des années : | 1968 | 1975 | 1982 | 1990 | 1999 | 2006 | 2009 | 2013 |
| Rang de la commune dans le département      | 48   | 53   | 41   | 43   | 41   | 43   | 45   | 41   |
| Nombre de communes du département           | 466  | 462  | 462  | 462  | 463  | 463  | 463  | 463  |

### Enseignement
Monferran-Savès fait partie de l'académie de Toulouse.

### Manifestations culturelles et festivités
- Fête patronale : 25 août[36].

## Économie

### Revenus
En 2018  (données Insee publiées en septembre 2021), la commune compte 306 ménages fiscaux, regroupant 709 personnes. La médiane du revenu disponible par unité de consommation est de 23 620 € (20 820 € dans le département).

### Emploi
|                | 2008  | 2013  | 2018  |
| -------------- | ----- | ----- | ----- |
| Commune        | 4,5 % | 4,5 % | 4,1 % |
| Département    | 6,1 % | 7,5 % | 8,2 % |
| France entière | 8,3 % | 10 %  | 10 %  |

En 2018, la population âgée de 15 à 64 ans s'élève à 502 personnes, parmi lesquelles on compte 69,6 % d'actifs (65,6 % ayant un emploi et 4,1 % de chômeurs) et 30,4 % d'inactifs,. Depuis 2008, le taux de chômage communal (au sens du recensement) des 15-64 ans est inférieur à celui de la France et du département.
La commune fait partie de la couronne de l'aire d'attraction de Toulouse, du fait qu'au moins 15 % des actifs travaillent dans le pôle,. Elle compte 354 emplois en 2018, contre 404 en 2013 et 336 en 2008. Le nombre d'actifs ayant un emploi résidant dans la commune est de 335, soit un indicateur de concentration d'emploi de 105,6 % et un taux d'activité parmi les 15 ans ou plus de 52,1 %.
Sur ces 335 actifs de 15 ans ou plus ayant un emploi, 80 travaillent dans la commune, soit 24 % des habitants. Pour se rendre au travail, 80,7 % des habitants utilisent un véhicule personnel ou de fonction à quatre roues, 3,6 % les transports en commun, 6,6 % s'y rendent en deux-roues, à vélo ou à pied et 9 % n'ont pas besoin de transport (travail au domicile).

### Activités hors agriculture

#### Secteurs d'activités
43 établissements sont implantés  à Monferran-Savès au 31 décembre 2019. Le tableau ci-dessous en détaille le nombre par secteur d'activité et compare les ratios avec ceux du département,.
| Secteur d'activité                                                                                        | Commune | Commune | Département |
| Secteur d'activité                                                                                        | Nombre  | %       | %           |
| --- | ------- | ------- | ----------- |
| Ensemble                                                                                                  | 43      | 100 %   | (100 %)     |
| Industrie manufacturière, industries extractives et autres                                                | 3       | 7 %     | (12,3 %)    |
| Construction                                                                                              | 7       | 16,3 %  | (14,6 %)    |
| Commerce de gros et de détail, transports, hébergement et restauration                                    | 17      | 39,5 %  | (27,7 %)    |
| Information et communication                                                                              | 1       | 2,3 %   | (1,8 %)     |
| Activités financières et d'assurance                                                                      | 1       | 2,3 %   | (3,5 %)     |
| Activités immobilières                                                                                    | 1       | 2,3 %   | (5,2 %)     |
| Activités spécialisées, scientifiques et techniques et activités de services administratifs et de soutien | 7       | 16,3 %  | (14,4 %)    |
| Administration publique, enseignement, santé humaine et action sociale                                    | 3       | 7 %     | (12,3 %)    |
| Autres activités de services                                                                              | 3       | 7 %     | (8,3 %)     |

Le secteur du commerce de gros et de détail, des transports, de l'hébergement et de la restauration est prépondérant sur la commune puisqu'il représente 39,5 % du nombre total d'établissements de la commune (17 sur les 43 entreprises implantées  à Monferran-Savès), contre 27,7 % au niveau départemental.

#### Entreprises et commerces
Les quatre entreprises ayant leur siège social sur le territoire communal qui génèrent le plus de chiffre d'affaires en 2020 sont : 
- Grains D'oc, commerce de gros (commerce interentreprises) de céréales, de tabac non manufacturé, de semences et d'aliments pour le bétail (70 826 k€)
- SARL Axe Europe, conseil en systèmes et logiciels informatiques (313 k€)
- Seguon, activités des sièges sociaux (100 k€)
- Langues Sur Mesure, autres enseignements (52 k€)

### Agriculture
La commune est dans les « Coteaux du Gers », une petite région agricole occupant l'est du département du Gers. En 2020, l'orientation technico-économique de l'agriculture  sur la commune est l'exploitation de grandes cultures (hors céréales et oléoprotéagineuses).
|               | 1988  | 2000  | 2010  | 2020  |
| ------------- | ----- | ----- | ----- | ----- |
| Exploitations | 59    | 42    | 37    | 33    |
| SAU (ha)      | 2 364 | 2 184 | 2 168 | 1 939 |

Le nombre d'exploitations agricoles en activité et ayant leur siège dans la commune est passé de 59 lors du recensement agricole de 1988  à 42 en 2000 puis à 37 en 2010 et enfin à 33 en 2020, soit une baisse de 44 % en 32 ans. Le même mouvement est observé à l'échelle du département qui a perdu pendant cette période 51 % de ses exploitations,. La surface agricole utilisée sur la commune a également diminué, passant de 2 364 ha en 1988 à 1 939 ha en 2020. Parallèlement la surface agricole utilisée moyenne par exploitation a augmenté, passant de 40 à 59 ha.

## Culture locale et patrimoine

### Lieux et monuments

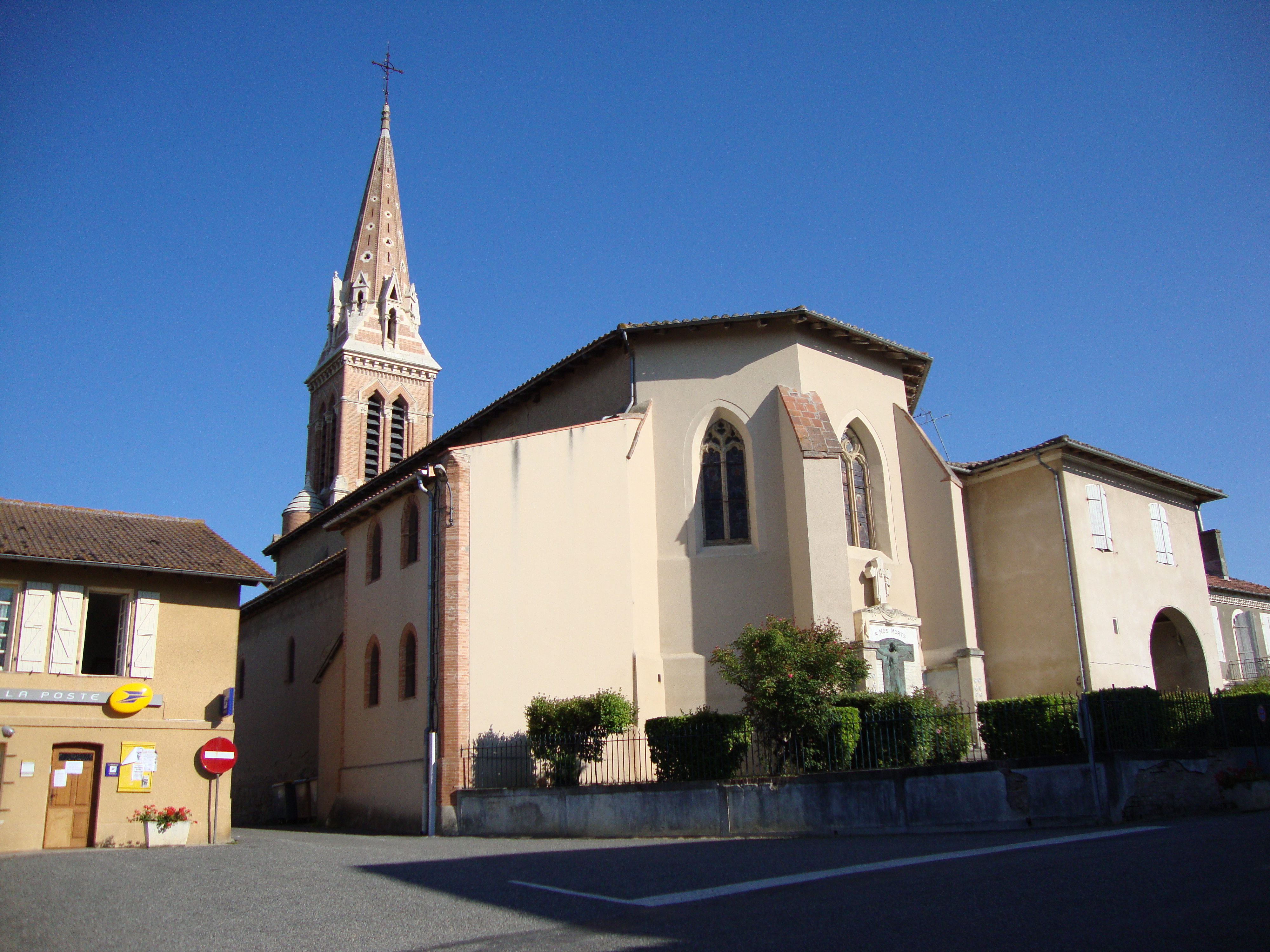
Église Saint-Louis, côté chevet et bureau de poste.
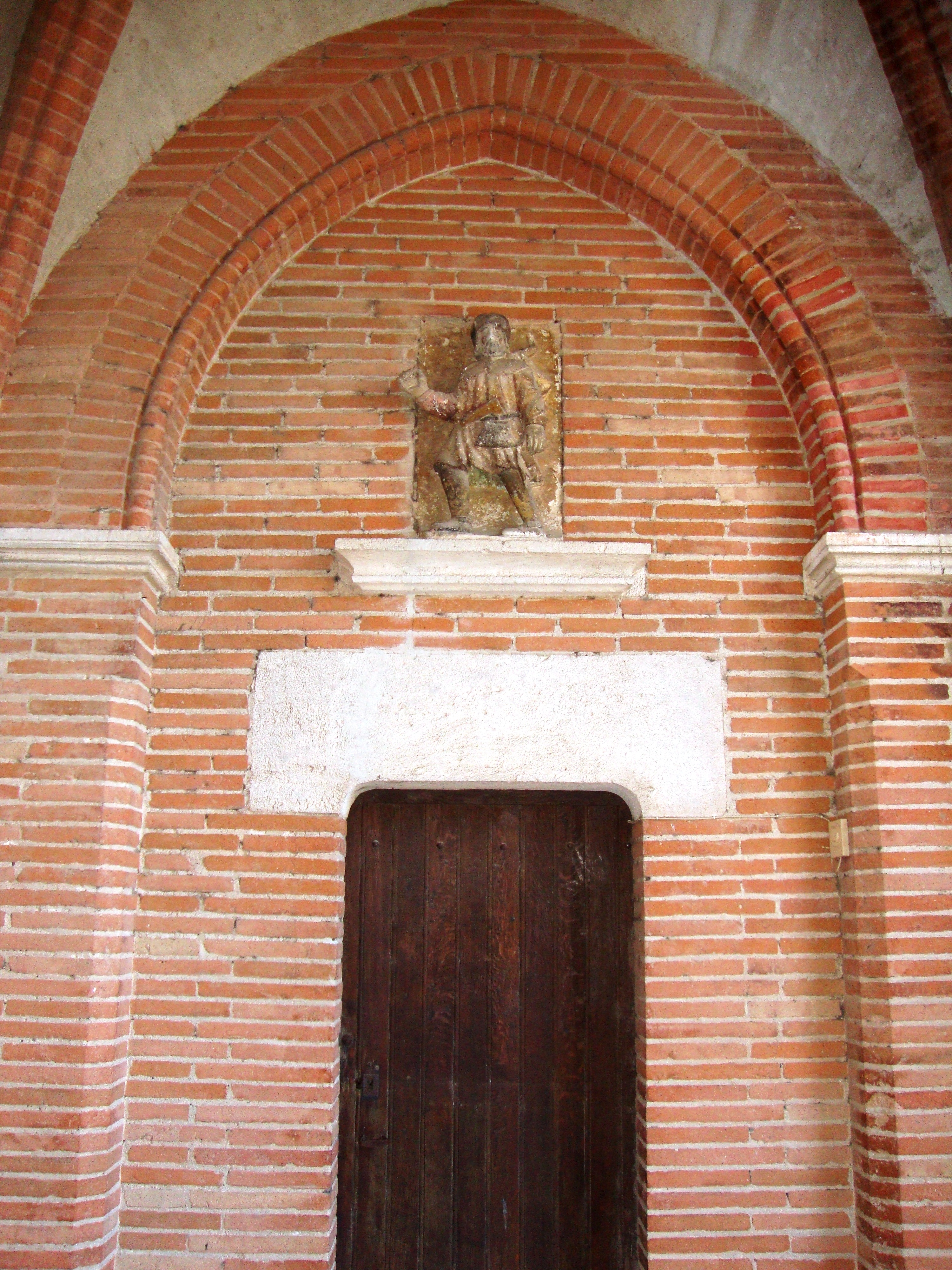
Entrée de l'église.
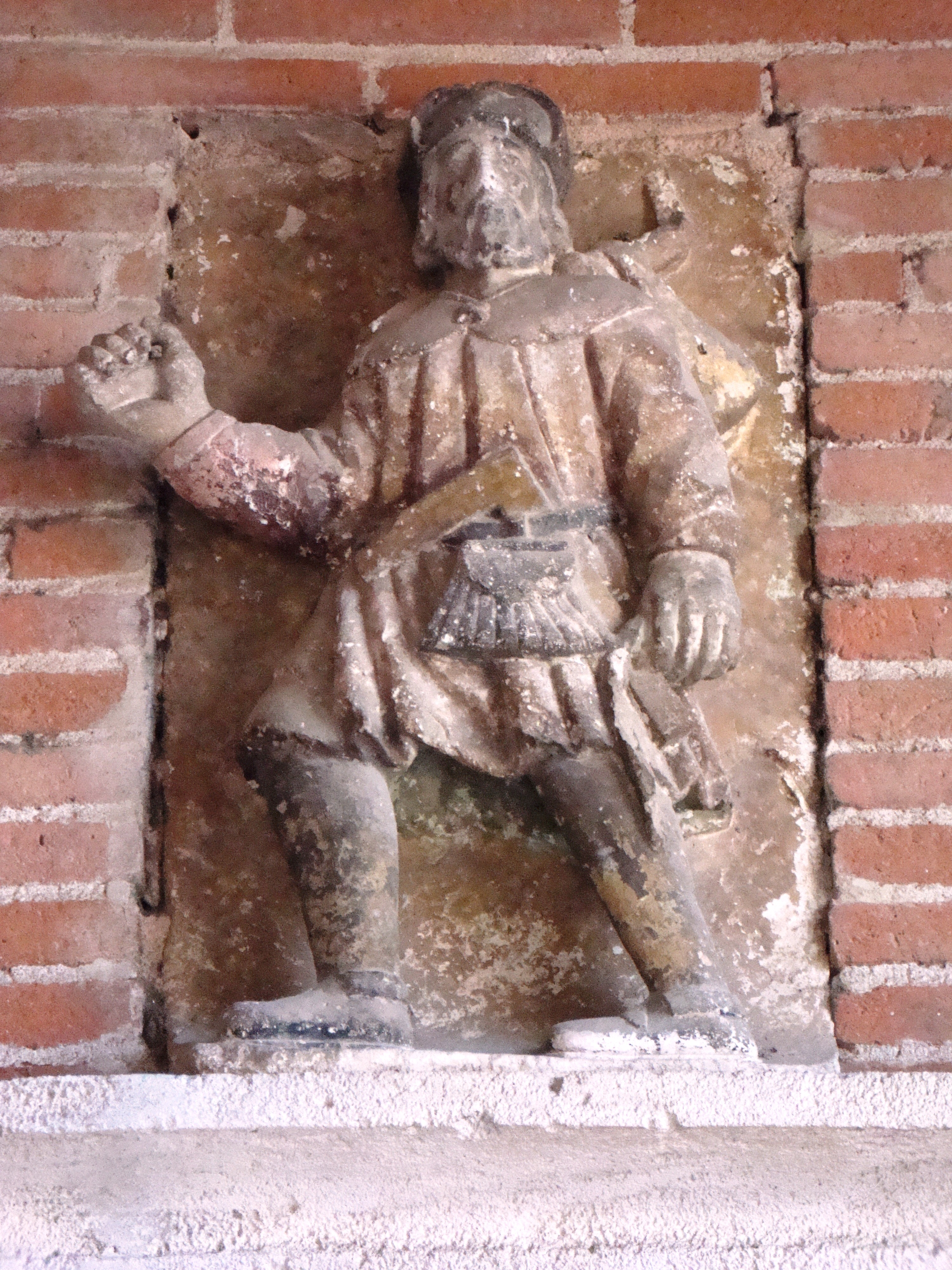
Statue de pèlerin au-dessus de l'entrée de église

Les éléments notables du patrimoine de Monferran-Savès sont les suivants :
- Château de Monferran, du XVIIIe siècle ;
- Château de Bordelongue, du XVIIIe siècle ;
- Château d'Aubine, du XVIIIe siècle ;
- Château de Beausoleil, du XVIIIe siècle ;
- Château de Lauzin, du XVIIIe siècle ;
- Petit château d'Embonneau, du XIXe siècle ;
- Pigeonnier du XVIIIe siècle ;
- Anciens moulins à vent ;
- Église Saint-Martin de Garbic, du XIXe siècle (faisant l’objet d’un arrêté de péril depuis 2020, désacralisé et désaffecté, une grande partie de sa toiture s'est effondrée fin décembre 2023)[42] ;
- Église Saint-Louis de Monferran-Savès.

### Personnalités liées à la commune
- André Delieux (1850-1929), homme politique, maire de Monferran-Savès, député du Gers de 1898 à 1902.

### Héraldique
| Blason | Blasonnement : Coupé : au premier de gueules aux trois fers de lance d'or rangés en fasce et mouvant du trait de la partition, au second d'argent aux trois chevrons de gueules, le premier brisé. |